# Pseudosalacia streyi
Pseudosalacia streyi är en benvedsväxtart som beskrevs av Leslie Edward Wastell Codd. Pseudosalacia streyi ingår i släktet Pseudosalacia och familjen Celastraceae. Inga underarter finns listade.